# Yeşilhisar, Bulancak
Yeşilhisar là một xã thuộc huyện Bulancak, tỉnh Giresun, Thổ Nhĩ Kỳ. Dân số thời điểm năm 2011 là 149 người.